# Герсдорф (Саксонія)
Герсдорф (нім. Gersdorf) — громада в Німеччині, розташована в землі Саксонія. Входить до складу району Цвікау.
Площа — 9,70 км2. Населення становить 3926 ос. (станом на 31 грудня 2020).

## Промисловість
У Герсдорфі з 1880 року діє пивоварня «Глюкауф».

## Галерея

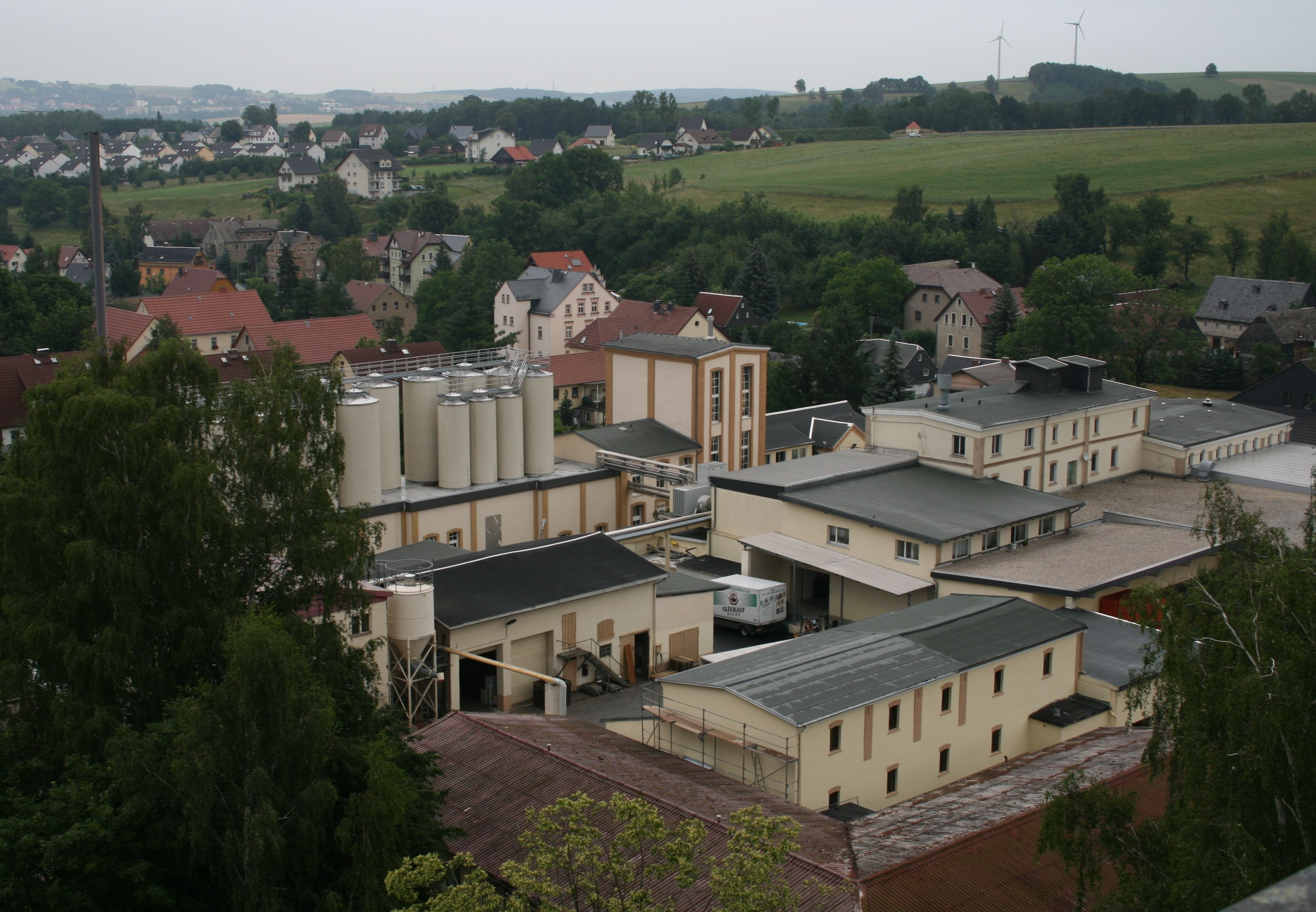
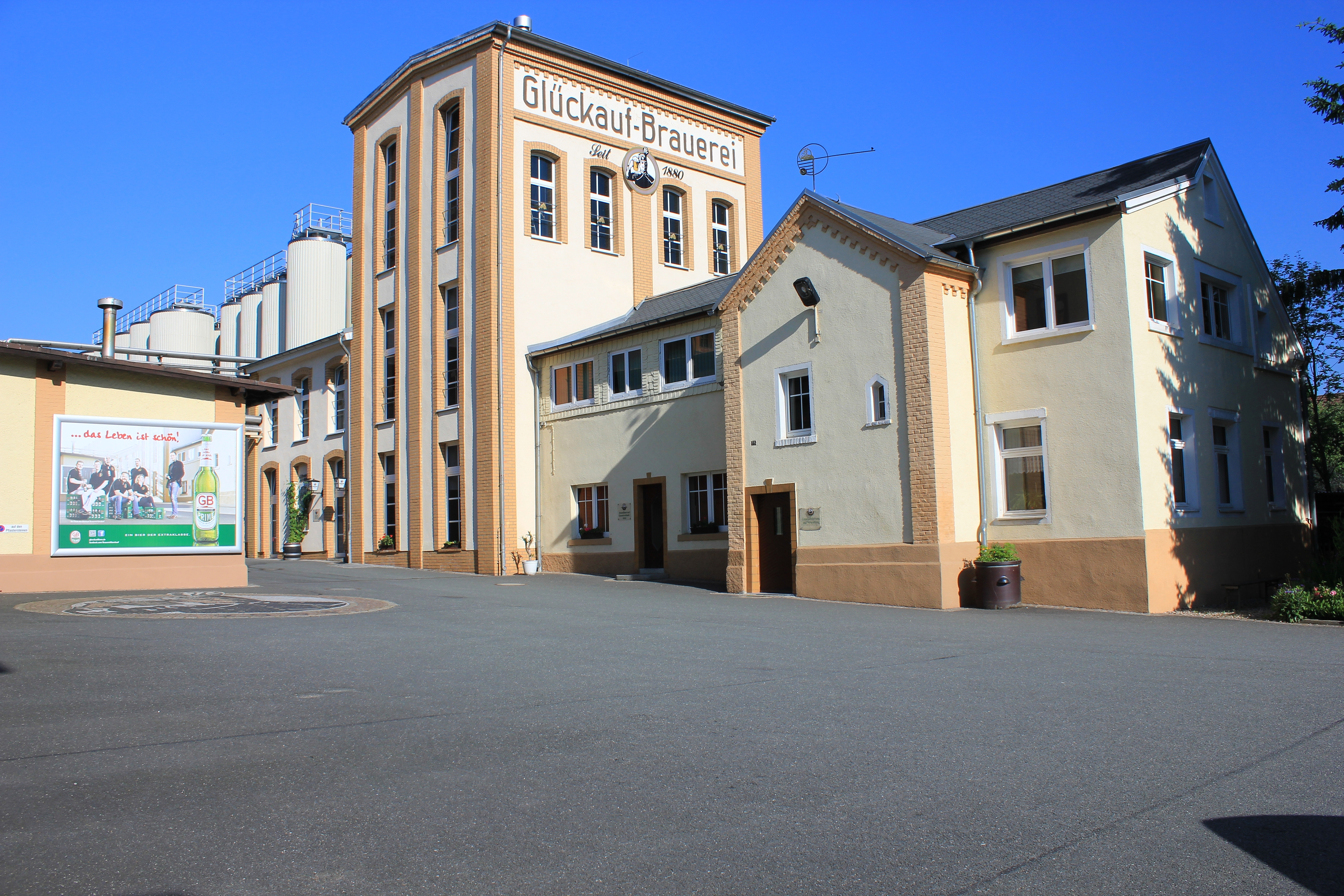